# Satoshi Shimizu
Satoshi Shimizu (jap. 清水 聡, Shimizu Satoshi; * 13. März 1986 in der Präfektur Okayama) in ein japanischer Boxer. Shimizu war Teilnehmer der Olympischen Spiele 2008 in Peking im Federgewicht und Bronzemedaillengewinner der Asienmeisterschaften 2009. Bei den Olympischen Spielen 2012 gewann er die Bronzemedaille im Bantamgewicht.

## Karriere
Der 1,79 m große Shimizu wurde 2007 und 2009 Japanischer Meister und gewann 2011 auch die Japanese National Trials.
2007 nahm Shimizu an den Weltmeisterschaften in Chicago teil, schied aber bereits im ersten Kampf vorzeitig gegen Maksat Ospanov, Kasachstan (RSC 3.), aus. Im Jahr darauf nahm er am asiatischen Olympiaqualifikationsturnier in Bangkok teil und erreichte nach drei Siegen das Finale, welches er gegen Bohodirion Sultanov, Usbekistan (RSC 3.), verlor, und qualifizierte sich somit für die Olympischen Spiele 2008 in Peking. Bei den Olympischen Spielen verlor Shimizu bereits im ersten Kampf gegen den späteren Bronzemedaillengewinner Yakup Kilic, Türkei (12:9). 
Bei den Asienmeisterschaften 2009 in Zhuhai errang Shimizu nach einem Sieg über Sanan Silva, Sri Lanka (13:6) und einer Halbfinalniederlage gegen Wuttichai Masuk, Thailand (9:2), die Bronzemedaille im Federgewicht (-57 kg). Bei den Weltmeisterschaften im selben Jahr in Mailand verletzte sich Shimizu kurz vor dem ersten Kampf und konnte daher nicht antreten. 
2010 schied Shimizu bei den Asienspielen im Viertelfinale gegen den Südkoreaner Myong-Son Ri aus und bei den Weltmeisterschaften im Folgejahr gegen Vittorio Parrinello, Italien (22:13), in der Vorrunde. Damit verpasste er die Qualifikation für die Olympischen Spiele 2012. Er versuchte diese beim asiatischen Olympiaqualifikationsturnier in Astana nachzuholen und gewann nach einer Halbfinalniederlage gegen Shiva Thapa, Indien (31:17) den dritten Quotenplatz für die Olympischen Spiele.
Dort gewann er den Vorrundenkampf nur knapp mit 10:9 gegen Isaac Dogboe aus Ghana. Im Achtelfinale traf er auf den Aserbaidschaner Məhəmməd Əbdülhəmidov. Obwohl Shimizu seinen Gegner allein in der dritten Runde sechsmal am Boden hatte, wurde Abdulkhamidow nicht regelkonform angezählt und schließlich sogar zum Punktsieger (22:17) erklärt. Nach dem Protest des japanischen Teams, hob der Weltboxverband AIBA das Urteil auf und erklärte Shimizu zum Sieger durch Überlegenheit. Gegen den turkmenischen Ringrichter und den aserbaidschanischen Funktionär der AIBA wurden Bestechungsvorwürfe laut; beide wurden schließlich suspendiert. Shimizu stand somit im Viertelfinale, wo er den Algerier Mohammed Amine Ouadahi 17:15 besiegte. Im Halbfinale unterlag er 11:20 gegen den Briten Luke Campbell und stieg somit mit einer Bronzemedaille aus den Olympischen Spielen aus.
Eine weitere Bronzemedaille gewann er bei den Asienspielen 2014 in Südkorea.